# マカイエンサ
マカイエンサ（葡: Macaense, 中: 土生葡人）とは、華人とポルトガル人との混合である人の事をさす。マカエンセとも。

## 概要
マカオの人口の割合で、マカイエンサは3パーセント程（15000〜16000人）だともされており、外見的には顔の彫りが深かったり、髪質が異なる。また、ブラジルやポルトガル、オーストラリア、アメリカ等に約5万人が在住している。

## 著名な人物
- イザベラ・リョン
- ジョー・ジュニア
- ミッシェル・リー